# Ivan Sergejevič Leontjev
Ivan Sergejevič Leontjev (rusko Иван Сергеевич Леонтьев), ruski general, * 1782, † 1824.
Bil je eden izmed pomembnejših generalov, ki so se borili med Napoleonovo invazijo na Rusijo; posledično je bil njegov portret dodan v Vojaško galerijo Zimskega dvorca.

## Življenje
10. februarja 1799 je postal paž in leta 1805 je sodeloval v bitki pri Austerlitzu. Sodeloval je tudi v kampanji leta 1807 proti Francozom in decembra istega leta je bil povišan v polkovnika. Leta 1809 je bil premeščen h konjenici. 
Med veliko patriotsko vojno je poveljeval več kirasirskim polkom in 29. decembra 1812 je bil povišan v generalmajorja ter imenovan za poveljnika Gluhovskega kirasirskega polka. 6. oktobra 1817 je postal poveljnik 2. brigade 3. kirasirske divizije in 15. februarja 1823 poveljnik 2. huzarske divizije.